# Боливар (Сантандер)
Боливар (исп. Bolívar) — город и муниципалитет в северо-восточной части Колумбии, на территории департамента Сантандер. Входит в состав провинции Велес.

## История
Поселение, из которого позднее вырос город, было основано Педро Антонио Кастаньедой и Рамоном Паломино 29 апреля 1844 года. Муниципалитет Боливар был выделен в отдельную административную единицу в 1887 году.

## Географическое положение

Муниципалитет Боливар

Город расположен в юго-западной части департамента, в горной местности Восточной Кордильеры, на расстоянии приблизительно 140 километров к юго-западу от города Букараманги, административного центра департамента. Абсолютная высота — 2135 метров над уровнем моря.
Муниципалитет Боливар граничит на севере с территориями муниципалитетов Симитарра и Ландасури, на востоке — с муниципалитетом Велес, на юго-востоке — с муниципалитетом Гуавата, на юге — с муниципалитетами Эль-Пеньон, Сукре и Ла-Бельеса, на юго-западе — с территорией департамента Бояка, на северо-западе — с территорией департамента Антьокия. Площадь муниципалитета составляет 957,25 км².

## Население
По данным Национального административного департамента статистики Колумбии, совокупная численность населения города и муниципалитета в 2015 году составляла 12 351 человек.
Динамика численности населения муниципалитета по годам:
| 2005   | 2006   | 2007   | 2008   | 2009   | 2010   | 2011   | 2012   | 2013   | 2014   | 2015   |
| ------ | ------ | ------ | ------ | ------ | ------ | ------ | ------ | ------ | ------ | ------ |
| 13 996 | 13 806 | 13 637 | 13 469 | 13 304 | 13 138 | 12 972 | 12 814 | 12 658 | 12 498 | 12 351 |

Согласно данным переписи 2005 года мужчины составляли 53 % от населения Боливара, женщины — соответственно 47 %. В расовом отношении белые и метисы составляли 99,2 % от населения города; негры, мулаты и райсальцы — 0,7 %; индейцы — 0,1 %.
Уровень грамотности среди всего населения составлял 76,2 %.

## Экономика
Основу экономики Боливара составляет сельское хозяйство.
56,6 % от общего числа городских и муниципальных предприятий составляют предприятия торговой сферы, 29,4 % — предприятия сферы обслуживания, 9,5 % — промышленные предприятия, 4,5 % — предприятия иных отраслей экономики.